# Aérodrome de Guyancourt

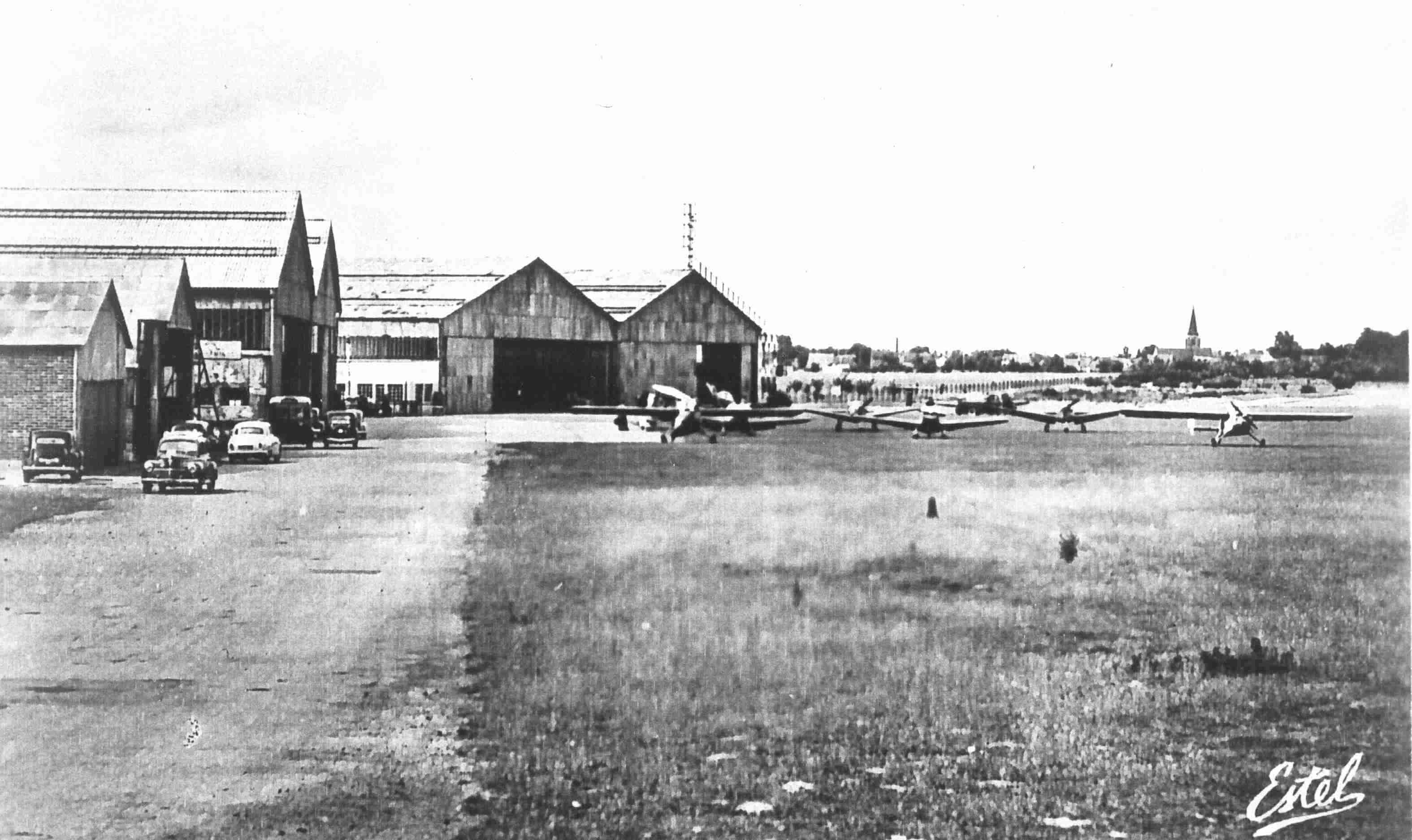
L'aérodrome de Guyancourt en 1950.

L'aérodrome de Guyancourt, dans le département français des Yvelines, a été créé par la Société des avions Caudron en 1930. Il a fermé en 1989.

## Histoire

### Création de l'aérodrome

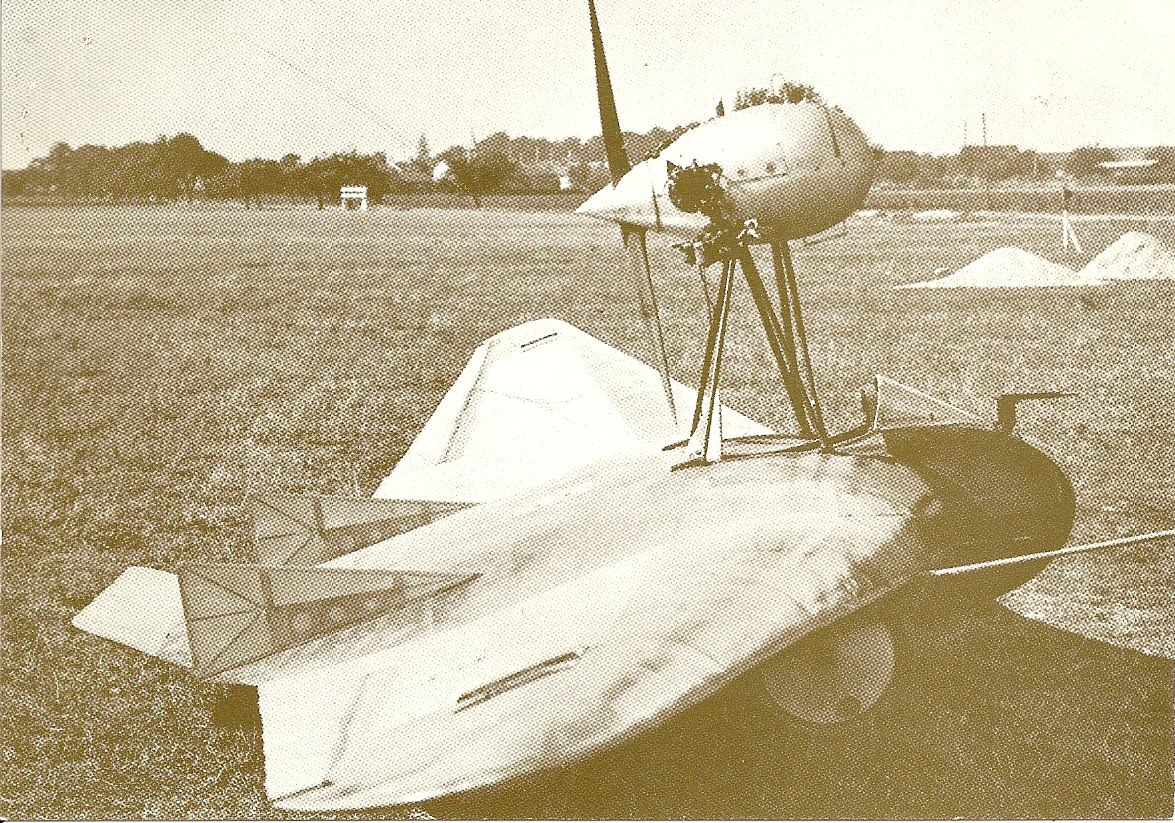
L'aile volante de Fauvel à Guyancourt en 1933.

En 1930, la société Caudron fait l'acquisition de terres sur les communes de Guyancourt et de Voisins-le-Bretonneux, afin de créer le nouvel aérodrome de Guyancourt et d'y faire voler ses propres avions. Un chalet en bois et deux hangars Bessonneau sont montés en août 1930. Les premiers avions Caudron s'y posent en octobre.
Le 1er juillet 1933, la société Caudron, en difficulté financière, négocie un accord avec  Louis Renault, ce dernier rachetant Caudron qui utilisera alors uniquement des moteurs Renault. L'aérodrome devient alors l'aérodrome "Caudron-Renault". Après avoir racheté la société des avions Caudron, Louis Renault entre au capital d'Air France et participe à la création d'Air Bleu pour le transport postal aérien en France.

### L'aérodrome avant la guerre
En 1933, Charles Fauvel procède aux essais de son aile volante de type A.V.2avec un moteur de 32 CV.
Hélène Boucher

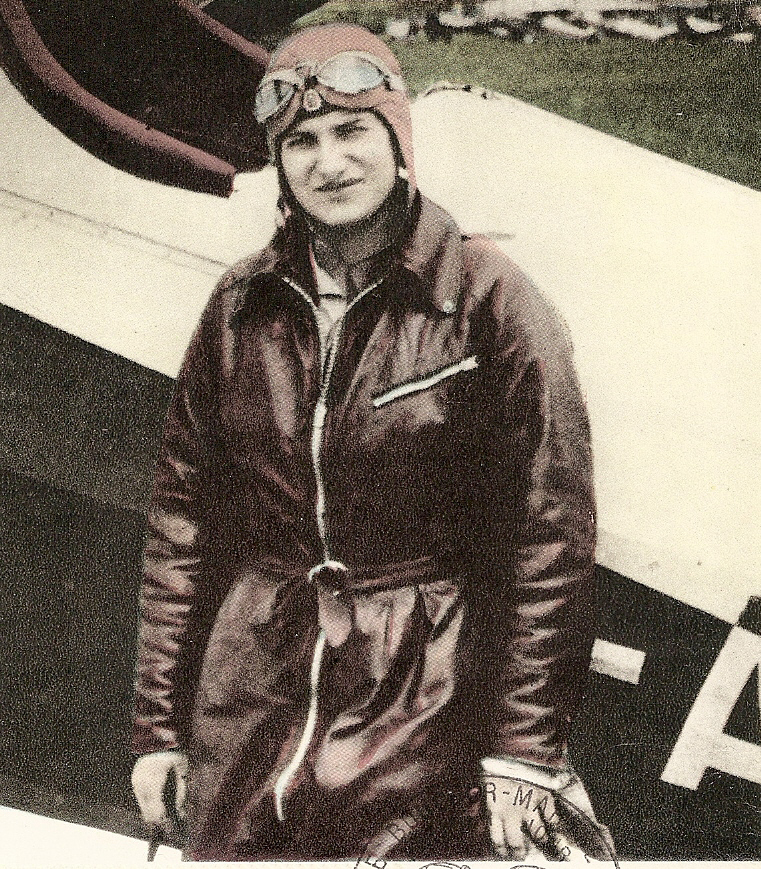
Carte postale de 1933 : Hélène Boucher, l'aviatrice.

Le 8 août 1934, aux commandes d'un Caudron-Renault, Hélène Boucher enlève d'une part le record de vitesse sur 100 km à 412 km/h et d'autre part le record des 1 000 km à la moyenne de 409 km/h (Maurice Arnoux détenait l'ancien record avec 393 km/h). Le 11 août elle s'adjugeait le record du monde féminin à 445 km/h. 
La société Renault utilise la célébrité de Hélène Boucher pour promouvoir sa voiture sport de prestige, la Vivasport 6 cylindres (130 km/h, 16 litres aux 100 km pour un prix de 27 700 Francs). C'est d'ailleurs Marcel Riffart, concepteur du Rafale et chef du bureau d'études Caudron, qui a dessiné la Renault Viva Grand Sport (appelée Vivastella Grand Sport avant 1935). La Viva Grand Sport sera présentée au Salon de Paris en 1934 avec la Nervastella. C'est une automobile qui a été fabriquée par Renault entre 1934 et 1939. Riffart qui a déjà dessiné des avions profilés, réalise une carrosserie spécialement étudiée pour l'aérodynamisme. Très large (1,72 m), elle permet l'installation de 3 personnes de front. Elle adopte un moteur 6 cylindres en ligne de 4,1 litres de cylindrée en position longitudinale à l'avant.

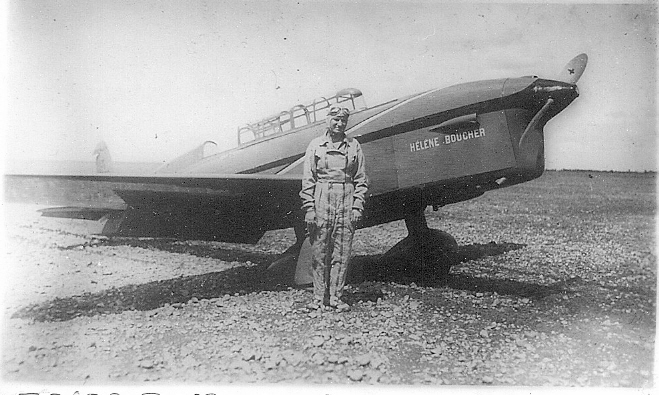
Hélène Boucher devant son Caudron Rafale.

Mais le 30 novembre 1934, H. Boucher se tue à 26 ans lors d'un vol d'entrainement aux commandes d'un  Caudron C.430 « Rafale ». La presse évoque une perte de vitesse à l'atterrissage, l'avion accroche les cimes des arbres au-dessus du bois de la croix de Magny les Hameaux et s'écrase. Les pilotes Raymond Delmotte, Fouquet et Goury, témoins de l'accident, arrivent les premiers sur les lieux. Hélène Boucher gravement blessée est évacuée vers l'hôpital de Versailles, mais meurt dans l'ambulance dans la côte de Satory à Guyancourt.
Le 3 décembre 1938, c'est le Père Noël qui descend du ciel les bras chargés de cadeaux pour les enfants de Guyancourt et de Voisins-le-Bretonneux. Cette manifestation a été organisée par Jacques Menget qui effectue avec Pierre Raphaël des essais sur l'aérodrome pour la mise au point d'un parachute militaire permettant de larguer des charges lourdes. Jacques Menget et Pierre Raphaël ont effectué le 19 mars 1937 un saut de 600 mètres sur le terrain de Guyancourt, largement médiatisé.

### L'aérodrome pendant la guerre
L'aérodrome de Guyancourt a accueilli un temps la fameuse escadrille des Messerschmitt 110, dite des « Requins ».  Les Allemands procèdent sur l'aérodrome à la construction d'abris pour garer leurs avions ainsi qu'à des casernements pour les troupes et à des soutes pour l'essence et pour les munitions. Les Guyancourtois sont obligés de venir travailler à l'aérodrome pour le compte des Allemands.
Guyancourt est libéré le 25 août 1944 : les Allemands retranchés dans l'aérodrome de Guyancourt en sont délogés par des éléments de la 2e division blindée de Leclerc le 24 août.

### L'aérodrome après la guerre
Le terrain est déminé en 1946 et ouvert à l'aviation civile. Dans les années 1980, neuf aéroclubs, trois écoles de pilotages et un club d’aéromodélisme utilisent les pistes. Avec l'urbanisation de Saint-Quentin-en-Yvelines, l'aérodrome de Guyancourt doit fermer,, les utilisateurs de l'aérodrome sont déplacés vers l’aérodrome d'Étampes.

### Tournages de films
L'aérodrome a été utilisé pour le tournage de plusieurs films : 
- L'Équipage  d'Anatole Litvak avec Charles Vanel, sorti en 1935.
- Mayerling d'Anatole Litvak avec Danielle Darrieux et Charles Boyer, sorti en 1936.
- Anne-Marie de Raymond Bernard (le fils de Tristan Bernard) sur un scénario d'Antoine de Saint-Exupéry avec l'actrice Annabella. Le tournage du film commença en novembre 1934, juste avant l'accident d'Hélène Boucher. Le film montre de nombreux avions, principalement des Caudron-Renault appartenant à la société du même nom. Il sortit en salle au printemps 1936[9].
- Horizons sans fin de Jean Dréville, sorti en 1953.
- L'Odyssée de Charles Lindbergh de Billy Wilder avec James Stewart, Murray Hamilton... Sorti en 1957, le film fut tourné en Californie et près de New York, mais aussi à l’aérodrome de Guyancourt, qui représente celui du Bourget en juillet 1927. Lors du tournage à Guyancourt en 1955, plus de 5 000 figurants habillés à la mode des années 1920 viennent saluer l’exploit de Charles Lindbergh[10].

### Fermeture
L'aérodrome de Guyancourt est fermé le 1er octobre 1989 pour des raisons de sécurité (l'aéroport de Toussus-le-Noble très proche supplée en partie à cette fermeture, le reste des activités étant transférées à Étampes Mondésir). À la place des anciennes pistes sont construits les quartiers de Villaroy et de l'Europe. Les dénominations des rues (Jacqueline Auriol, Roland Garros, Santos Dumont) et des équipements publics (Gymnase de l'Aviation, école Saint-Exupéry) matérialisent les derniers vestiges de l'aventure aérienne à Guyancourt.
Clin d'œil de l'histoire, une partie des anciennes pistes de l'aérodrome « Caudron-Renault » est occupée depuis 1998 par le Technocentre Renault, qui y élabore les nouveaux modèles de la marque.